# Atletismo nos Jogos Pan-Americanos de 1983 - 200 m feminino
A prova dos 200 m feminino nos Jogos Pan-Americanos de 1983 foi realizada em Havana, Cuba.

## Medalhistas
| Ouro                            | Prata                          | Bronze                |
| Randy Givens USA Estados Unidos | LaShon Nedd USA Estados Unidos | Luisa Ferrer CUB Cuba |

## Resultados
| Posição           | Nome           | Nacionalidade         | Tempo | Notas |
| ----------------- | -------------- | --------------------- | ----- | ----- |
| Medalha de ouro   | Randy Givens   | USA Estados Unidos    | 23.14 |       |
| Medalha de prata  | LaShon Nedd    | USA Estados Unidos    | 23.39 |       |
| Medalha de bronze | Luisa Ferrer   | CUB Cuba              | 23.39 |       |
| 4                 | Gillian Forde  | TRI Trinidad e Tobago | 23.94 |       |
| 5                 | Nilsa Paris    | PUR Porto Rico        | 23.99 |       |
| 6                 | Alma Vázquez   | MEX México            | 24.32 |       |
| 7                 | Esther Petitón | CUB Cuba              | 24.52 |       |
| 8                 | Margarita Grün | URU Uruguai           | 24.79 |       |